# جامعة بلفورد
جامعة بلفورد  (بالإنجليزية:  Belford University)‏ هي مؤسسة تقدم شهادات جامعية غير متوافقة مع المستوى العلمي لطلابها وذلك يتم عبر الإنترنت. وتحتفظ المنظمة بصندوق بريد في هامبل، ولاية تكساس، فترسل الشهادات بالبريد من دولة الإمارات العربية المتحدة. 
جامعة بلفورد مملوكة من قبل شركة Axact التي مقرها في كراتشي، باكستان وفقا لتحقيقات صحيفة نيويورك تايمز، لهذه الشركة تاريخ طويل في بيع شهادات أكاديمية مزورة وتحويلها عبر الإنترنت على نطاق عالمي.
في 31 أغسطس 2012، تم إغلاق جامعة بلفورد وغرم مؤسسها سالم قرشي، بدفع 22.7 مليون دولار. حيث بينت المحكمة ان جامعة بلفورد وثانوية بلفورد أيضا هي مؤسسات تعليمية وهمية أي أنه غير موجودة على ارض الواقع " كما أظهرت المحكمة أيضا أن جامعة بلفورد كان يديرها سالم قرشي البالغ من العمر 30 عاما من شقته في كراتشي، باكستان. وقد وجدت المحكمة أن قرشي طور نظام تفاعلي محكم عبر الأنترنت لأيهام الأسخاص بوجود الجامعة وشرعيتها وانها أنها محل ثقة لأرباب العمل والجمعيات المهنية وبقية الأكاديميات التعليمية  أنشأ قرشي 44 جامعة على الإنترنت وأكثر من 100 موقع ترويجي
باستخدام ألة طابعة وبرنامج مايكروسوفت وورد، وبعض المواقع الرخيصة، أصبح قرشي مليونير بين عشية وضحاها.
 يكسب أكثر من 70 مليون دولار سنويا من بيع الشهادات المزورة. رفعت ضده عدة دعاوى قضائية بسبب تورطه مع جامعة روتشفيل ‏.
وعلى الرغم من أمر المحكمة الجزائية الأمريكية بأغلاق الموقع الإلكتروني للجامعة اعتبارا من 25 فبراير 2013، إلا انها تواصل العمل من موقع إلكتروني بديل.

## موثوقية الجامعة
الجامعة غير معتمدة من قبل أي وكالة اعتماد معترف بها من قبل الولايات المتحدة ووزارة التربية والتعليم (USDE) أو مجلس اعتماد التعليم العالي (CHEA)
إلا ان جامعة بلفورد تدعي، أنها معتمدة من قبل عدة وكالات تعليمية كـ
- وكالة الاعتماد الدولية للجامعات على الانترنت  [لغات أخرى]‏ (IAAOU)
- المجلس العالمي لاعتماد التعليم على الانترنت(UCOEA)

مع العلم أنها جمعيات أعتماد معترف بها من قبل وزارة التعليم العالي  إلا ان شهاداتها غير معترف بها، وليست مقبولة لدى أرباب العمل أو غيرها من المؤسسات الأكاديمية، واستخدام شهادات بلفورد مقيد أو غير مشروع في بعض الولايات القضائية. كولاية أوريجون،  ميتشيغان،  ولاية ماين،  ولاية داكوتا الشمالية،  ولاية نيو جيرسي،  واشنطن،  ولاية نيفادا إلينوي، إنديانا وتكساس. العديد من الدول الأخرى أيضا تفرض القيود على الشهادات الصادرة عن المؤسسات غير المعتمدة.

## الجدل والانتقادات
عام 2005 قام تلفزيون ويك ‏ في روتشستر، نيويورك، بأصدار تحقيق شامل حول جامعة بلفورد التي تبين أنها «واحد من المئات من مؤسسات التعليم العالي المزيفة التي يسهل الوصول إليها عبر الإنترنت.» 
وفقا لديفيد لينكليتر من مجلس تنسيق التعليم العالي بولاية تكساس،
بلفورد ليست مؤسسة شرعية للتعليم العالي. ولا جامعة مشروعة توفر شهادات موثوقة على أساس التجربة العملية للفرد. مع العلم أن جامعة بلفورد في ولاية تكساس تعمل في انتهاك قانون ولاية تكساس للتربية والتعليم. وعلاوة على ذلك، مجلس تنسيق التعليم العالي بولاية تكساس قد أشار إلى أن بلفورد وجامعة ورشفلي، وبعض المؤسسات التعليمية الأخرى الذين يزعمون أنهم معتمدون «يبدو أنهم يشغلون من قبل نفس الأشخاص.» 
تمنح بلفورد درجات الماجستير على أساس' التجربة العملية ' مقابل 479 دولار. كما يطلب من المستعملين تقديم خبرتهم في مجال العمل على الشبكة العالمية للتأهل للحصول على الدرجة. وإذا كان ليس هناك أي خبرة في العمل، ما زال يمكن الحصول على درجة علمية من خلال أجتياز أختبار الأختيار من متعدد على الإنترنت«. في الواقع،» البرنامج يتيح حتى للمستخدمين اختيار المعدل التراكمي المعدلات التراكمية. معدل التراكمي 3.0 يكون حر، ولكن يمكنهم أن يكسبوا 4.0 إضافية مقابل 75 دولار. يَعدالبرنامج أيضا أن يرسل الدرجات في غضون أسبوع.
في عام 2008، تمت إزالة مرشح لمنصب شيريف في مقاطعة ماهونينج، أوهايو، من الاقتراع بعد أن اعتبرت المحكمة العليا في ولاية أوهايو أن درجته الجامعية المكتسبة من جامعة بلفورد لا يمكن استخدامها لتلبية متطلبات الوظيفة وان منصب شيريف يتطلب سنتين دراسيتين على الأقل في مرحلة ما بعد التعليم الثانوي.
في مقال نشر عام 2007، ذكر صحفي يعمل لدى Yale Daily News أنه تقدم للحصول على درجة الدكتوراه من جامعة بلفورد ليصف ما حدث معه بالتجربة القصيرة والتافهة وكانت نتيجتها انه تمت الموافقة على شهادته المطلوبة بعد 12 ساعة. وقال ان السعر الأساسي للدرجة الدكتوراه كان 549 دولارا، ويحصل المتقدم على نسخة من شهادة الدكتوراه ويمكن الحصول على درجة الشرف اللاتينية مقابل رسوم إضافية بقيمة 25 دولار ويمكن أيضا تعديل تاريخ الشهادة مقابل رسوم إضافية قدرها 75 دولار.

## وانظر أيضا
- نظام الدبلوم
- نظام الاعتماد
- قائمة المؤسسات غير المعتمدة للتعليم العالي
- قائمة جمعيات الاعتماد غير المعترف بها من التعليم العالي

## وصلات خارجية
- الموقع الرسمي لجامعة بلفورد --
- المدرسة الثانوية ببلفورد
- اعتماد مجلس التعليم العالي —يوفر قاعدة بيانات عامة وتوثيق اعتماد الكليات والجامعات الأميركية